# Soueix-Rogalle
Soueix-Rogalle é uma comuna francesa na região administrativa de Occitânia, no departamento de Ariège. Estende-se por uma área de 13,65 km². Em 2010 a comuna tinha 429 habitantes (densidade: 31,4 hab./km²).